# Leucopis monticola
Leucopis monticola is een vliegensoort uit de familie van de Chamaemyiidae. De wetenschappelijke naam van de soort is voor het eerst geldig gepubliceerd in 1961 door Tanasijtshuk.